# Chakuchaku J.b
chakuchaku J.b（チャクチャク ジェイビー）は、かつて存在した芸能人女子フットサルチームである。
株式会社プロシードがメインスポンサーとして運営し、複数の芸能事務所に所属する女性タレントの連合チームを構成していた。チームは、2009年（平成21年）12月をもって解散した。

## 概要
チームの歴史は2003年（平成15年）10月の「L.A. Angel」結成から始まっていて、同年9月結成のハロー!プロジェクトメンバーによるフットサルチーム（現在のGatas Brilhantes H.P.）とほぼ同時期から存在したチームである。Gatas Brilhantes H.P.と並んで芸能人女子フットサルのパイオニアであると言えよう。
チームユニフォームは上下青と白の組み合わせにより4種類。ユニフォームブランドはKAPPA（2003年10月 - 2006年6月）からDELL'ERBA（2006年7月 - ）に変わった。また、スポンサー名をチーム名としているため、その変動と共にチーム名も数回変わっている。前チーム名は「CHOOP（シュープ）」。2009年（平成21年）12月6日に、チームは解散した。

## 沿革
- 2003年10月、前身となる「L.A.Angel」結成。
- 2004年8月、「L.A.Angel」が「ammaliatore」と「HbG」へとチーム分割。
- 2005年3月、「ammaliatore」と「HbG」と「FANTASISTA」が合同チームとして「CHOOP」を結成。第1回フジテレビ739カップに初出場。「FANTASISTA」はこの大会のみでCHOOPから離脱。
- 2005年7月、「ammaliatore」と「HbG」が正式に合併し「CHOOP」として単独チーム化。
- 2005年8月、「お台場冒険王リーグ」決勝でGatas Brilhantes H.P.を破り公式戦初優勝。
- 2005年10月、「chakuchaku J.b」に改名。
- 2005年12月、「スフィアリーグ」に参加。
- 2006年1月、ミュージカル「ピヴォ☆ガール」に出演。
- 2006年7月、「第1回グッドウィルカップ」準優勝。
- 2009年8月9日、東京都新宿区歌舞伎町にある「P・B・P」で開催された「メルシートゥフェスタ番外編『ちょっと話があるんだけど・・・?』」にて同年限りでの解散を発表。
- 2009年12月6日、芸能人女子フットサル『メルシートゥフェスタ』をもってチームは解散した。なお、本大会においてメンバーのあじゃがMVPを受賞した。

## メンバー
2009年9月現在
- GM　清水有史（RUF代表取締役）
- 背番号2　あじゃ
- 背番号3　姉御ぉゆりか
- 背番号4　桜井せな（キャプテン）
- 背番号5　はぎはらあき
- 背番号8　森崎愛
- 背番号10　朝倉みず希

現役メンバーでL.A.Angel結成時のメンバーはあじゃ。また、あじゃ以外の選手は全員2007年以降に入団している。このチームの特徴にGKの選手も頻繁にFPで出場しており、あじゃがGK/FPで出場する。後述する退団した選手では三宅梢子、優木紗和、山下萌梨、小山田弘子、岡田ひかりがGK/FPの両方で出場した。

### 退団（50音順）
L.A.Angel、HbG等も含む。
- 杉浦太陽（ammaliatore初代監督）
- 袴田吉彦（前監督、元TEAM SPAZIO監督）
- 相原真奈美
- 青山愛子（ - 2006年10月17日）
- 青木秀加（ - 2006年12月28日）
- 赤星太朗（メディカルトレーナー、 - 2008年12月7日）
- AYAKA (KING)
- 石塚初美
- 石原朋香（ - 2008年12月7日）
- 岩田ゆり（ - 2005年11月23日、初代キャプテン）
- 植田幸英（コーチ、 - 2008年9月30日）
- 宇津木有香（コーチ、 - 2008年9月7日）
- 江東夏美
- 岡田ひかり（2007年1月20日 - 2008年12月7日）
- 岡田ひとみ
- 小田瑞穂
- 小山田弘子（2007年1月20日 - 2008年12月7日）
- 恩田愛
- 影山のぞみ（ - 2009年8月5日）
- 片岡もとみ
- 加藤美穂
- 金子絵里
- 川島令美（ - 2008年9月7日）
- 河野美沙子
- 河原亜依
- 熊谷ひとみ
- 黒澤友子（ - 2006年10月24日）
- 郡司あやの（ - 2007年12月16日）
- 小杉まさみ（2007年1月20日 - 2008年12月7日）
- 小由里（XANADU loves NHCに移籍）
- 西京舞（2007年1月20日 - 2008年4月12日）
- 佐々木千尋
- SAYA（KING）
- 庄子知美（ASAI RED ROSEに移籍）
- 菅井玲
- 千鶴（2008年5月 - 9月30日）
- 千尋（ammaliatore初代キャプテン）
- 手塚りえ（ - 2007年12月16日）
- 外池真由美
- 永瀬はるか（2007年12月 - 2009年7月5日）
- 西方敦子
- 二宮優
- 早坂さゆり
- 林絵梨子
- 土方みなみ
- 尾藤ゆう
- MARIYA (KING)
- 丸居沙矢香（ - 2007年9月30日）
- 三宅梢子（2代目キャプテン、2003年10月 - 2007年8月28日）
- 宮下瞳
- 村上恵梨
- もも美（現・吉野ももみ、carezzaに移籍）
- 森裕城（キーパーコーチ、 - 2008年12月7日）
- 山下萌梨（2007年1月 - 2008年8月21日）
- 山本早織（ - 2006年12月28日、TEAM SPAZIOに移籍→解散）
- 優木紗和（ - 2007年12月16日）
- 吉田早希

## 出場した大会
L.A. Angel
2004年
- 3月14日・21日「Kappaフットサル大会」（日比谷シティフットサルガーデン）
- 5月23日「KSCフットサルフェスタ」（KSCフットサルコート金町）

HbG
2004年
- 8月14日・15日「お台場カップ」（お台場　冒険ランド・特設サッカースタジアム）
- 12月12日「ポルトガルグランデフェスタ EH PA！CUP」（代々木公園）準優勝

2005年
- 2月11日「RADIO NIKKEI CUP」（クーバーFP武蔵浦和）
- 6月18日「第1回 ピヴォラジ！」（川越フットサルリゾート）
- 7月16日「TOPPERプレゼンツF☆Sカップin横浜」（フットスクエア横浜）

ammaliatore
2004年
- 8月14日～15日「お台場カップ」（お台場冒険ランド・特設サッカースタジアム）

2005年
- 1月30日「RADIO NIKKEI CUP」（銀座deフットサル市川コルトン）

CHOOP
2005年
- 3月14日｢第1回フジテレビ739カップ｣（駒沢体育館）
- 5月23日｢第2回フジテレビ739カップ｣（駒沢体育館）
- 6月25日「RADIO NIKKEI CUP」（MFP所沢）
- 7月26日「冒険王サテライトイベント 第1回すかいらーくグループCUP」 （代々木第一体育館）
- 7月30日「フットスクエア江東・森下　オープニング記念イベント」
- 8月6日～30日「お台場冒険王2005　すかいらーくグループ 冒険王リーグ」（お台場・冒険ランド内 すかいらーくグループ・フットサルスタジアム）優勝

chakuchaku J.b
2005年
- 10月20日「第2回すかいらーくグループCUP～炎のサバイバルトーナメント～」（駒沢体育館）
- 11月23日「KAPPA-KSCフットサルフェスタ」（KSCフットサルコート金町）
- 12月15日「スフィアリーグ すかいらーくグループシリーズ オープニングマッチ」（駒沢体育館）
- 12月18日「Family Mart DREAM CUPフットサル大会～中村俊輔トーナメント～　エキシビジョンマッチ」（Fisco Futsal arenaとしまえん）

2006年
- 2月23日「スフィアリーグ すかいらーくグループシリーズ 2ndステージ」（駒沢体育館）
- 3月11日「府中市フットサルリーグ15周年記念大会」（府中市体育館）
- 3月19日「RADIO NIKKEI FINTA CUP」（銀座deフットサル 多摩SS）
- 3月26日「クィーンズカップ」（MFP味の素スタジアム）
- 4月6日「スフィアリーグ すかいらーくグループシリーズ 3rdステージ」（愛知県体育館）
- 5月11日「スフィアリーグ すかいらーくグループシリーズ 4thステージ」（代々木第一体育館）
- 6月25日「Kappa Cup with Pivo!」（東京体育館フットサルコート）
- 7月6日・13日「スフィアリーグ 第1回グッドウィルカップ」（駒沢室内球技場・駒沢体育館）準優勝
- 7月17日～8月31日「すかいらーくグループリーグ in お台場冒険王“真夏の女王”決定戦」（お台場冒険王2006 冒険ランド内 すかいらーくグループスタジアム＆カフェ）
- 8月26日「フルキャスト楽天ベネワンカップ決勝大会エキジビジョンマッチ」（横浜文化体育館）準優勝
- 10月17日「スフィアリーグ すかいらーくグループシリーズ 5thステージ」（有明コロシアム）
- 11月17日「フットサル・ファッション・フェスタ『フットサルナビCUP エキシビジョンマッチ』」（東京ドーム）
- 11月30日「スフィアリーグ すかいらーくグループシリーズ FINAL」（有明コロシアム）

2007年
- 5月4日「スフィアリーグ2007 すかいらーくグループCUP　開幕戦」（有明コロシアム）
- 6月3日「MARIACIDA CUP」：1回戦敗退
- 8月26日「SPHERE LEAGUE すかいらーくグループCUP in ザ・冒険王2007」
- 12月16日「メルシートゥフェスタ2007X’mas PARTY2」（川崎市体育館）

2008年
- 3月15日「2008メルシートゥフェスタ 開幕戦」（川崎市体育館）
- 6月8日「FINTA CUP in フットサルポート柏の葉」
- 6月15日「2008メルシートゥフェスタ 2ndステージ」（川崎市体育館）
- 8月2日「冒険王リーグFINAL グループB」
- 8月18日「冒険王リーグFINAL グループE」
- 8月21日「冒険王リーグFINAL グループG」
- 9月7日「2008メルシートゥフェスタ 3rdステージ」（川崎市体育館）
- 9月23日「アニバーサリーカップ」（グリーンヒルズ緑山フットサルパーク）
- 12月7日「2008メルシートゥフェスタ Finalステージ」（川崎市体育館）

2009年
- 3月15日「2009メルシートゥフェスタ in MARCH」（川崎市体育館）
- 5月17日「2009メルシートゥフェスタ in MAY」（川崎市体育館）
- 7月5日「2009メルシートゥフェスタ in JULY」（川崎市体育館）